# یراست هوسپیان
یراست ارنسستوویچ هوسپیان (روسی: Эраст Эрнестович Осипян؛ زادهٔ ۱۵ ژانویهٔ ۱۹۶۵) بازیکن بازنشسته فوتبال در پست هافبک/مهاجم ارمنی‌تبار اهل روسیه است که در پست هافبک بازی می‌کرد. وی نخستین بازی رسمی خویش را در سال ۱۹۸۲ در لیگ دسته دوم فوتبال شوروی در ترکیب باشگاه فوتبال دینامو استاوروپول انجام داد.

## باشگاهی
از باشگاه‌هایی که در آن بازی کرده‌است می‌توان به دینامو استاوروپول، کوتایک، آرارات ایروان، باشگاه فوتبال کراسنوزنامنسک، باشگاه فوتبال لادا-تولیاتی و باشگاه فوتبال ترودا اورخوفو-زویفو اشاره کرد.